# XB Browser
XB Browser (voorheen Torpark en Xerobank browser) was een webbrowser waarin Tor ingebouwd was. Het was een variant op de portable versie van Mozilla Firefox. De browser was beschikbaar in 30 talen.
De webbrowser werd ontworpen door Steve Topletz, de ontwikkelaar van Portable Firefox. De huidige versie is 3.9.10.24, uitgebracht door Xero Networks op 24 oktober 2009. De ontwikkeling lijkt stopgezet.

## Functies
- Advertenties blokkeren met Adblock Plus
- Surfen met tabbladen
- Flash-cookies en gewone cookies verwijderen

## Werking
Het programma werkt op digitale opslagmedia zoals een USB-stick maar ook op elke interne harde schijf. Er wordt een beveiligde en versleutelde verbinding opgezet via de diverse Tor-routers. Bij het afsluiten van de webbrowser wordt automatisch alle data verwijderd.
XB Browser werkt in grote lijnen hetzelfde als Tor: het stuurt het internetverkeer via diverse onion servers, waarbij het IP-adres telkens wisselt. Hierdoor wordt het internetverkeer via Torpark vrijwel anoniem. 
Andere internetcommunicatie, zoals IRC via Pidgin, kan men ook via xB Browser en Tor laten verlopen door een proxyserver via de localhost via poort 81. Deze poort kan gewijzigd worden met het bestand /tor/torrc.